# 科珀切尼鄉 (伊爾福夫縣)
44°16′N 26°5′E / 44.267°N 26.083°E
科珀切尼鄉（羅馬尼亞語：Copăceni, Ilfov），是羅馬尼亞的鄉份，位於該國南部，由伊爾福夫縣負責管轄，面積18平方公里，海拔高度59米，2007年人口2,861，人口密度每平方公里159人。